# Cser
Cser Kaposvár délnyugati városrésze, családi házas övezet. Nevét a városrész területén egykoron fellelhető csertölgyekről kapta. Főbb útjai a Cseri út, az Egyenesi út, a Madár utca és a Zselici út (67-es út). A városrész déli részén épült fel 2004-ben az Uránia lakótelep.

## Története
A városrész létrejöttét és fejlődését nagyban köszönheti annak, hogy az Első Kaposvári Vasöntöde, Gép- és Pénzszekrénygyár a Kapos folyó partján 1905-ben üzemet létesített. A Cser lakóövezete a következő évtől kezdve épült ki, 1908-ban már a Cseri út keleti részét is felparcellázták, 1909-ben pedig felépítették a városrész első Kapos-hídját. Ugyancsak ezekben az években települt meg itt az Első Kaposvári Sörgyár.
Az egyre növekvő városrész új utcákkal is gazdagodott. A Cseri útból délre dr. Kovács József városi főügyész telkéből nyitották meg a róla elnevezett József utcát, ahol 1910-ben a 11-es számú házban megnyílt a Cser első iskolája. A két tanteremmel és két tanítóval működő kis intézményt hamar kinőtték, ezért a 7-es számú ház átalakításával bővítették az iskolát. A Cseri úton vasúti főműhely építésébe is belekezdtek, azonban ez az első világháború kitörése miatt félbemaradt, majd a tervet el is vetették, viszont az 1920-as években megnyílt a területen a Hungária Rt. vajgyára és Kaposvár második vízműtelepe. 1923-ban aggápolda is létesült. A József utcai iskola épülete azonban egyre jobban kezdett tönkremenni, ezért 1925 őszén új iskolaépületet avattak, most már a vízmű és a vajgyár közötti területen.
A Kapos árvizei többször (1913-ban, 1936-ban, 1940-ben, 1947-ben, 1953-ban és 2005-ben) is elöntötték a városrészt, ám a fejlődés ennek ellenére folyamatos volt. 1961-ben már a helyi buszhálózatba is bekapcsolták a Csert, 1962. január 2-án pedig a Sörház utcában óvoda nyílt, amely 2011-ig működött. 1970-ben Makovecz Imre tervei alapján új ábécéáruház nyílt a Cseri úton, amely eszpresszót és könyvtárat is magába foglalt. 1992-ben a városrész szélén, a Kecelhegy lábánál nyílt meg a Liget Időskorúak Otthona.

## Intézmények
- Madár utcai óvoda
- Gárdonyi Géza Általános Iskola
- Építőipari, Faipari Szakképző Iskola és Kollégium
- Bene Ferenc Labdarúgó Akadémia
- Orvosi rendelők
- Liget Időskorúak Otthona
- Állatkórház
- Dél-Dunántúli Hulladékkezelő Nonprofit Kft.
- MSZOSZ
- Uránia Csillagvizsgáló

## Szabadidő
A Cseri úton lévő, műfüves, kivilágított focipályán gyakran edzenek és játszanak mérkőzéseket a kaposvári és a környékről érkező csapatok. A pálya a Kaposváron minden nyáron megrendezésre kerülő Nemzetközi Ifjúsági Sportfesztivál egyik állandó helyszíne is. A fesztivál idején az egész világról érkeznek ifjúsági focicsapatok a megyeszékhelyre.
A városrész közkedvelt kirándulóhelye a Cseri park, ahol rendezvényeket, koncerteket tartanak és rendszeresen érkeznek ide cirkuszok is.

## Tömegközlekedés
A cseri városrészt az alábbi helyi járatú buszok érintik:
| Járatszám | Útvonal |
| --------- | --- |
| 3         | Helyi autóbusz-állomás - Berzsenyi u. felüljáró - Cseri u. - Egyenesi u.                                                                           |
| 4         | Helyi autóbusz-állomás - Berzsenyi u. felüljáró - 67-es út - Koppány vezér u.                                                                      |
| 5         | Helyi autóbusz-állomás - Berzsenyi u. felüljáró - Bartók B. u. - Táncsics M. u. - 67-es út - Berzsenyi u. felüljáró - Helyi autóbusz-állomás       |
| 13        | Helyi autóbusz-állomás - Berzsenyi u. - Füredi u. csp. - Mátyás király u. - Kecelhegy - Cseri út - Helyi autóbusz-állomás                          |
| 31        | Helyi autóbusz-állomás - Berzsenyi u. felüljáró - Cseri út - Kecelhegy - Mátyás király u. - Füredi u. csp. - Berzsenyi u. - Helyi autóbusz-állomás |